# Phạm Văn Điển
Phạm Văn Điển (范文典, 1769- 1842), là danh tướng nhà Nguyễn trong lịch sử Việt Nam. Ông từng xông pha nhiều trận mạc, trải nhiều gian lao, nhưng nổi bật hơn cả là việc ông đã sai người thiêu chết thủ lĩnh Nông Văn Vân.

## Sự nghiệp
Phạm Văn Điển là người ở huyện Phú Vinh, phủ Thừa Thiên; nay là huyện Phú Vang, tỉnh Thừa Thiên Huế. Ông là con của ông Phạm Khắc Vĩnh và bà Trần Thị Điệp.

### Là lính, trở thành võ quan
Ông xuất thân là lính ở Kinh tượng, chuyên huấn luyện voi trận ở Phú Xuân (tức Huế sau này). 
Theo Đại Nam chính biên liệt truyện (viết tắt là Liệt truyện), vào năm Quý Sửu (1793), đời chúa Nguyễn Phúc Ánh, ông đem "lòng thành quy phục"  được cho làm Phó Cai cơ.
Năm 1802, sau khi đánh chiếm Phú Xuân, chúa Nguyễn Phúc Ánh lên ngôi lấy niên hiệu là Gia Long, Phạm Văn Điển được thăng làm Phó Trưởng chi cai cơ, rồi lần lượt thăng đến chức Thị tượng Vệ úy.

### Xông pha nhiều trận mạc
Minh Mạng năm thứ 5 (1824), Phạm Văn Điển được thăng làm Thự Tượng quân Thống chế, được phép dự đình nghị mỗi khi có việc lớn. Nhưng vì tính vốn "thô suất" (chữ trong Liệt truyện), nên sau đó bị bãi, đến năm thứ 7 (1826), mới cho phép như cũ. Khi ấy, ở vùng biển Thanh Hóa có "giặc biển" (chữ trong Liệt truyện), nhà vua sai ông dẫn quân thủy đi đánh dẹp.
Năm 1828, khi nghe quan trấn Quảng Trị mật tâu việc tướng Xiêm La đem quân tới, giả nói đánh vạn Tượng (Lào) nhưng kỳ thực là xâm chiếm châu Tầm Bôn (thuộc phủ Cam Lộ, tỉnh Quảng Trị); nhà vua bèn sai ông dẫn binh tượng đi kinh lý ở nơi ấy. Tháng 12 (âm lịch) năm đó, ông cùng với Lê Đăng Đinh dẫn quân tới châu Lang Thần, rồi thư cho Nguyễn Văn Phụng đem binh thẳng tới Ai Lao. Khi ấy, tướng Nguyễn Danh Bi cũng tiến quân tới châu Ba Lan. Trước thế mạnh của quân triều, tướng Xiêm là Lý Khuất bèn rút quân về. Trở lại triều, Phạm Văn Điển dâng lên vua bức địa đồ từ sông Khung tới nước Ai Lao (Lào).... Ít lâu sau, Phạm Văn Điển phạm tội (không rõ), bị mất chức, phải đến làm ở đài Trấn Hải ở Huế để lấy công chuộc tội .
Minh Mạng năm thứ 13 (1832), khởi phục cho ông chức Phó Vệ úy, rồi thăng làm Lãnh binh tỉnh Hưng Hóa, để đi đánh dẹp cuộc nổi dậy của Đinh Công Tiến. Ở Phú Thọ, ông xua quân lấy lại thành Lâm Thao, rồi đuổi quân nổi dậy ra khỏi thành tỉnh Hưng Hóa vào tháng 4 (âm lịch) năm 1833 , được nhà vua khen thưởng. Khi nơi ấy đã yên, ông được triệu về Huế.
Ở Huế không bao lâu, thì Phạm Văn Điển được thăng làm Thự Thống chế, Đề đốc quân vụ, để cùng với Tổng đốc Sơn Hưng Tuyên là Lê Văn Đức, lo việc đánh dẹp cuộc nổi dậy Nông Văn Vân vừa khởi lên ở Tuyên Quang vào tháng 7 (âm lịch) năm 1833.
Sau đó từ Sơn Tây, Phạm Văn Điển đưa quân lên Tuyên Quang, rồi cùng với hai tướng là Lê Văn Đức và Nguyễn Công Trứ dẫn quân đi đánh phá Vân Trung và Ngọc Mạo ở Thái Nguyên, là hai bản doanh chính của quân nổi dậy. 
Trải nhiều khó nhọc và hiểm nguy, cuối năm đó (1833), đội quân của các ông mới đến được mục tiêu, nhưng không bắt được thủ lĩnh Nông Văn Vân, vì ông này đã kịp trốn sang Trung Quốc. Xét công, Phạm Văn Điển được đặc cách phong tước Tín Võ tử .
Tháng Giêng năm Giáp Ngọ (1834), Phạm Văn Điển được lệnh đem lính ở Kinh (chỉ kinh đô Huế) ra Nghệ An để cùng với Chưởng cơ Lê Thuận Tĩnh đi đánh đuổi quân Xiêm đang xâm lấn phủ Trấn Tĩnh  thuộc tỉnh này .

### Góp phần tiêu diệtNông Văn Vân
Tháng 8 (âm lịch) năm 1834, ngay sau khi đánh đuổi xong quân Xiêm, Phạm Văn Điển được cử làm Đề đốc quân vụ, để kéo binh tới Tuyên Quang hiệp với tướng Lê Văn Đức đi đánh Vân Trung (Bảo Lạc) lần thứ hai. Tháng Chạp năm ấy, cả ba đạo quân triều vào tới Vân Trung, nhưng cũng không bắt được Nông Văn Vân, vì ông này đã kịp chạy sang phủ Trấn An (Trung Quốc) lần nữa. 
Nhưng vì triều Nguyễn đã có thư nhờ quan quân nhà Thanh ở Quảng Tây ngăn chặn, nên Nông Văn Vân lại phải trở về nước. Tháng 3 (âm lịch) năm 1835, Nông Tịnh Hòa, một chỉ huy trong đội quân nổi dậy ra đầu thú, rồi khai ra chỗ ẩn của Nông Văn Vân.
Sử nhà Nguyễn là Quốc triều sử toát yếu chép: 
Thú đinh tỉnh Sơn Tây là Nông Tịnh Hòa bắt được tùng đảng của nó là Nông Văn Lô, đem báo các quan quân thứ...Biết Vân ẩn ở xã An Quang, Phạm Văn Điển lập tức sai Vệ úy Nguyễn Văn Quyền đi vây bắt; chỉ vì khe sâu, rừng rậm, thế khó tìm tiềm. Khi ấy nhơn trời tối, sợ Vân thoát đi mất, quân mình đem lửa đốt cả bốn mặt núi, trong một giờ đám cỏ bụi gai ra tro hết thảy; Vân bị chết cháy. Quân thứ chạy cờ đỏ báo thắng trận...
Trở về triều, Phạm Văn Điển được thăng làm Đô thống Tả quân Đô thống phủ Chưởng phủ sự, tước Tín Vũ bá, gia hàm Thái tử Thái bảo. Cũng nhờ công trạng hiển hách của ông, người mẹ đã quá cố của ông, là bà Trần Trị Điệp được vua Minh Mạng sắc phong: "Tòng Nhị phẩm phu nhân"
Năm Minh Mạng thứ 17 (1836), cử ông đi lãnh chức Tổng đốc Thanh Hóa. Cuối năm 1838, đình thần bàn là Phạm Văn Điển có công "tiến đánh Vân Trung, muôn phần nguy hiểm" và "đốt chết được tên đầu sỏ giặc" (chỉ thủ lĩnh Vân), đều là việc rất đáng ghi. Nhà vua bèn cho khắc tên ông trên bia Võ công, đặt ở trước sân Võ miếu Huế .
Năm 1839, triệu ông về làm quan ở kinh đô Huế, tấn phong tước Võ Kính hầu. Năm 1840, cho ông trông coi việc sửa sang kinh thành, lăng Cơ Thánh (lăng Nguyễn Phúc Luân, cha vua Gia Long) và Văn Điển.

### Tham gia bình định ở phía Nam
Cuối năm 1840, sung ông làm Trấn Tây Kinh lược đại thần, để cùng với quân thứ Trương Minh Giảng lo việc trị an ở Trấn Tây (Chân Lạp).
Thiệu Trị năm thứ nhất (1841), người Chân Lạp cùng với quân Xiêm La nổi lên đánh phá quan quân nhà Nguyễn đang đồn trú ở Trấn Tây. Không chống nổi, ông và Trương Minh Giảng cho quân rút vào thành cố thủ. Chiếu thư bắt phải đi đánh dẹp, hai ông dâng sớ xin chịu tội 
Nghe quân triều đang thất thế ở Trấn Tây, đại thần Tạ Quang Cự bèn xin bỏ đất ấy, rút quân về giữ An Giang, được vua Thiệu Trị nghe theo . Về nước, Phạm Văn Điển bị giáng làm Chưởng vệ, tạm giữ quyền Tổng đốc An Hà (An Giang và Hà Tiên). Cũng trong năm đó, ông cùng với Nguyễn Công Trứ dẫn quân đi đánh dẹp cuộc nổi dậy của Lâm Sâm ở phủ Lạc Hóa (Trà Vinh ngày nay). Xong việc, ông được nhà vua khen ngợi, thưởng cho vàng bạc và quân công một cấp.
Năm 1842, đánh dẹp được quân nổi dậy ở vùng sông Hậu, ông lại được khen thưởng và gia cho quân công một cấp. Ngay sau đó, ông được cử đi đánh đuổi quân Xiêm La ở Hà Âm (thuộc tỉnh Hà Tiên thời Nguyễn). Thắng to, được vua khen và phong ông làm Đô thống phủ Đô thống.

### Mất tại quân thứ
Vào lúc Tổng thống đốc Lê Văn Đức tiến binh tới Thất Sơn để hội binh với Phạm Văn Điển đang ở đồn Cấm Sơn. Bất ngờ, tướng Điển thọ bệnh và mất tại quân thứ Thất Sơn (An Giang) . Theo Phổ Chí Tộc Phạm Văn ở Phú Vang, Thừa Thiên Huế thì ông mất ngày 27 tháng 3 năm Nhâm Dần (7 tháng 5 năm 1842), thọ 73 tuổi.
Con Phạm Văn Điển là Phạm Văn Huy, trước làm Vệ úy ở Thanh Hóa, sau được nhà vua cho phép đi theo ông. Nhờ vậy, khi ông mất, Văn Huy đưa ông về táng ở quê (Thừa Thiên). Thương tiếc, vua Thiệu Trị sai quan đến tế, cấp tiền tuất, và phong cho ông làm Tráng Vũ tướng quân, Tả quân đô thống, Chưởng phủ sự.
Tự Đức năm thứ 11 (1858), nhà vua cho thờ ông ở đền Hiền Lương. Hiện tại ông được thờ cúng ở Phạm Tộc Từ Đường, thôn Dưỡng Mong, xã Phú Mỹ, huyện Phú Vang, Thừa Thiên Huế.

## Thông tin liên quan
Sách Từ điển nhân vật lịch sử Việt Nam cho biết: Phạm Văn Điển được vua Minh Mạng ban cho gươm báu, có quyền chém trước tâu sau. Con gái ông gả cho Tuy Lý Vương Miên Trinh, ông nghiễm nhiên thuộc hàng quốc thích. Khen tài cầm quân của ông, Tùng Thiện Vương Miên Thẩm có thơ, trong đó có câu:
Bất vi biên địa tướng
Long kiếm áp trung minh.
Nghĩa là: 
Làm tướng biên cương dầu chẳng muốn,
Gươm rồng ở tráp tự nhiên kêu .

## Sách tham khảo
- Quốc sử quán triều Nguyễn, Đại Nam chính biên liệt truyện (Quyển thứ 15, truyện "Phạm Văn Điển"). Nhà xuất bản Văn học, 2004.
- Quốc sử quán triều Nguyễn, Quốc triều sử toát yếu(phần Chính biên). Nhà xuất bản Văn học, 2002.
- Trần Trọng Kim, Việt Nam sử lược. Nhà xuất bản Tân Việt, Sài Gòn, 1968.
- Nguyễn Q. Thắng-Nguyễn Bá Thế, Từ điển nhân vật lịch sử Việt Nam. Nhà xuất bản Khoa học xã hội, Hà Nội, 1992.